# Roquebrune-Cap-Martin
Roquebrune-Cap-Martin é uma comuna no departamento de Alpes Marítimos, situada no sudeste da França, entre Mónaco e Menton. O nome foi mudado de Roquebrune (Rocabruna, no dialecto local) devido à crescente urbanização na Riviera Francesa.
A comuna hospeda o torneio de tênis ATP de Monte Carlo, que apesar do nome remeter ao distrito monegasco de Monte Carlo, é realizado no Monte Carlo Country Club, localizado na fronteira do território francês.